# Mary Cleere Haran
Mary Cleere Haran (* 13. Mai 1952 in San Francisco; † 5. Februar 2011 in Deerfield Beach, Florida) war eine US-amerikanische Sängerin und Autorin.

## Leben und Wirken
Mary Cleere Haran kam aus einer irischstämmigen Familie. Ihr Vater war Dozent für Theater und Film am San Francisco City College. In ihrer Jugend gewann sie eine Meisterschaft im irischen Stepptanz. In den 1970er Jahren kam sie nach New York, wo sie als Bandsängerin in der Revue The 1940s Radio Hour und in den Off-Broadway-Stücken Manhattan Music, Swingtime Canteen und Heebie Jeebies auftrat. Im Fernsehen hatte sie eine Rolle als Nachtclubsängerin in der Serie 100 Centre Street. Bekannter wurde ab 1988 sie durch ihre Cabaretshows, in denen sie die Songs des Great American Songbook interpretierte. Stilistisch orientierte sie sich in ihrem Pop-Jazz an den Big-Band-Vokalisten der 1940er Jahre, wie Ella Fitzgerald. Zwei ihrer Bühnenshows widmete sie den Songs von Richard Rodgers und Lorenz Hart, Falling in Love With Love: The Rodgers and Hart Story.
Als Autorin recherchierte und co-produzierte Haran für PBS den Dokumentarfilm Doris Day: Sentimental Journey. Außerdem wirkte sie an den Dokumentationen des PBS Remembering Bing, Irving Berlin’s America, When We Were Young: The Lives of Child Movie Stars und Satchmo mit.
Bei ihren Musikproduktionen arbeitete sie mit den Pianisten Bill Charlap, Don Rebic, Fred Hersch, Lee Musiker, Tedd Firth und vor allem mit Richard Rodney Bennett zusammen. 1992 nahm sie für Columbia Records ihr Debütalbum There’s a Small Hotel: Live at the Algonquin auf.
Haran starb 2011 in Florida an den Folgen eines Fahrrad-Unfalls.

## Diskografie
- 1994: This Heart of Mine: Classic Movie Songs of the Forties
- 1995: This Funny World: Mary Cleere Haran Sings Lyrics by Hart
- 1998: Pennies From Heaven: Movie Songs From the Depression Era
- 1999: The Memory of All That: Gershwin Broadway and in Hollywood
- 2002: Crazy Rhythm: Manhattan in the ’20s